# 어맨다 비어드
어맨다 레이 비어드(Amanda Ray Beard, 1981년 10월 29일 ~ )는 미국의 수영 선수이자, 총 7개의 올림픽 메달(금메달 2개, 은메달 4개, 동메달 1개)을 획득하였다. 그녀는 200m 평영(롱코스)의 전 세계 기록 보유자였다.
비어드의 성공은 자신이 2번이나 "올해의 미국 수영 선수"로 선정되는 계기가 되었다. 그녀는 올림픽, 세계 선수권, 팬패시픽, 하계 유니버시아드를 포함한 국제 시합에서 금메달 5개, 은메달 13개, 동메달 3개 등 총 21개의 메달을 획득하였다.

## 선수 경력

### 1996년 하계 올림픽
캘리포니아주 뉴포트비치 출신의 비어드는 어바인 고등학교 재학 중, 14세의 나이로 1996년 애틀랜타 올림픽에 첫 데뷔하였다. 400m 혼계영에서 금메달과 2개의 은메달(100m-200m 평영)을 획득하면서 비어드는 미국 수영 역사상 두 번째로 가장 얼린 올림픽 메달리스트가 되었다.

### 2000~03
2000년 시드니 올림픽에서 비어드는 200m 평영에서 동메달을 딴다.
그녀는 애리조나 대학교에서 수학하면서 2001년 1차 개인적 NCAA를 우승하였다. 2003년 그녀는 200m 평영에서 세계 챔피언과 미국 기록 보유자가 되었다.

### 2004년 하계 올림픽
2004년 미국 올림픽 선발 시합에서 아테네 올림픽에서 4개의 종목에 출전하는 데 합격하였고, 200m 평영에서 세계 기록을 깼다. 올림픽에서 결국 그 종목의 금메달을 획득하였다. 또한 200m 개인혼영과 400m 혼계영에서 은메달을 따기도 하였다. 혼계영에서 그녀의 갈라짐이 그녀가 100m 평영을 우승하는 도움이 될 수 있었으며, 8번째 출전 중에 가장 빠른 시간이었다 - 1분 06.32초.

### 2008년 하계 올림픽
2008년 미국 올림픽 선발 시합에서 비어드는 200m 평영 종목에서 2위를 하였고, 자신의 4번째 연속적 올림픽을 위해 합격하였다. 7월 30일 다라 토레스, 내털리 코글린과 함께 싱가포르에서 미국 수영 팀의 마지막 훈련을 하였으며, 미국 올림픽 여자 수영 팀의 주장들로 뽑혔다.
베이징 올림픽에서 비어드는 200m 평영 준결승전에 진출하는 데 실패하고 말았다.

### 2010년 국내 선수권 대회
2010년 8월 그녀는 은퇴로부터 복귀하여 2010년 코노코 필립스 국내 선수권 대회에 나갔다. 그녀는 200m 평영에서 2분 26.50초와 함께 2위를 하면서 그 달의 후순에 열리는 팬패시픽 선수권 대회에 나가는 데 합격하였다.
100m 평영에서 비어드는 예선에서 1분 08.72초로, 결승전에서 1분 09.12초로 헤엄치면서 6위에 왔다.
국내 선수권 대회 이후에 비어드와 코글린은 다시 한번 미국 팀의 공동 주장 후보에 지명되었다. 팬패시픽 선수권 대회에서 비어드는 두개의 종목 - 100m와 200m 평영을 위해 사인하였다. 그녀는 두 종목의 결승전에 진출하였으나, 메달 획득에 실패하였다. 100m와 200m 평영에서 각각 1분 07.49초와 2분 24.30초의 기록과 함께 5위에 오고 말았다.

## 같이 보기
- 올림픽 수영 여자 메달리스트 목록
- 수영 평영 200m 세계 기록 추이